# Wellwood
 (février 2024).
Wellwood est un petit village au nord de Dunfermline, à Fife, en Écosse,. Il doit son nom à la famille Wellwood qui possédait des mines de charbon dans la région. Elle possède un centre de loisirs et un terrain de golf. Il se trouve à proximité du Town Loch et est également partiellement bordé par le lycée Queen Anne. Il était autrefois connu sous le nom de Hawkiesfauld.
Wellwood est un ancien village minier de charbon. Les mines de charbon du village ont été actives tout au long du XIXe et jusqu'au XXe siècle.

## Éducation
Le village avait une école, l'école primaire Wellwood, qui a été fermée en 2014. Wellwood fait désormais partie de la zone de circonscription de l'école primaire McLean. Les élèves fréquentent ensuite le lycée Queen Anne.